# Víťazovce
Víťazovce – wieś (obec) na Słowacji położona w kraju preszowskim, w powiecie Humenné. Pierwsze wzmianki o miejscowości pochodzą z roku 1451.
Według danych z dnia 31 grudnia 2012, wieś zamieszkiwało 321 osób, w tym 152 kobiety i 169 mężczyzn.
W 2001 roku rozkład populacji względem narodowości i przynależności etnicznej wyglądał następująco:
- Słowacy – 95,41%
- Czesi – 0,31%
- Polacy – 0,61%

Ze względu na wyznawaną religię struktura mieszkańców kształtowała się w 2001 roku następująco:
- Katolicy rzymscy – 92,35%
- Grekokatolicy – 3,98%
- Ateiści – 0,31%
- Nie podano – 3,36%